# Figurant
Pour les articles homonymes, voir Figuration.
Au théâtre, à l'opéra, au cinéma et à la télévision, un figurant est un acteur — ou une actrice — qui ne prend qu'une part accessoire à l'histoire.
Un figurant qui parle se nomme une « silhouette ».
La figuration permet de découvrir le domaine du spectacle et est rémunérée.
Au cinéma, on emploie plus fréquemment le terme d’« acteur de complément ». En argot théâtral, faire de la figuration se dit « faire de la frime ».

## Histoire
Au XIXe siècle, les figurants étaient souvent cantonnés à des rôles de soldats (les fameux « hallebardiers »), de valets ou de servantes. Les figurantes de féeries, revues ou ballets étaient appelées « porte-maillots » ou « marcheuses ». Généralement légèrement vêtues (et de mœurs souvent tout aussi légères, d'où leur surnom), elles constituaient, sous l'alibi d'une présence purement décorative, un élément érotique extrêmement prisé par les spectateurs masculins.
Si le recours à des amateurs, recrutés au dernier moment dans la rue par le régisseur du théâtre, était courant à cette époque, le développement du cinéma a entraîné une professionnalisation de la fonction ainsi qu'une extension de ses attributions. Ainsi, un figurant auquel est confié une action qui le distingue d'une foule est appelé silhouette. Il peut se voir également confier quelques répliques de texte. On parle alors de « figuration intelligente ». Le montant du cachet dépend de l'importance de ces attributions.
Dans la distribution des opéras à effectif important il faut distinguer les choristes, qui font partie des musiciens et peuvent eux-mêmes être en grand nombre et constituer une foule, des figurants qui peuvent parfois se faire confier des petits rôles non chantés en tant que comédiens.
À l'âge d'or des studios hollywoodiens, dans les années 1930-1940, le Central Casting regroupait quotidiennement tous les besoins en figuration du studio. Les figurants (en anglais extras ou background actors) étaient embauchés, sous réserve d'être inscrits auprès d'un syndicat, en se présentant le matin même au studio.
Le nombre des figurants peut, selon l'importance des productions, varier d'une dizaine à plusieurs centaines. Ainsi, en 1889, dans La Patrie en danger d'Edmond de Goncourt, le metteur en scène André Antoine avait sous ses ordres plus de 500 figurants. Au cinéma, la course de chars de Ben-Hur en réunissait 8 000 et la scène des funérailles de Gandhi de Richard Attenborough près de 300 000. Ces dernières années en revanche, les progrès considérables des techniques numériques au cinéma ont entraîné une réduction considérable des effectifs. Dans Titanic de James Cameron ou Forrest Gump de Robert Zemeckis, des groupes d'environ 200 figurants ont été filmés puis multipliés afin de recréer des foules de plusieurs milliers d'individus.
De nombreuses anecdotes humoristiques circulent sur des gags survenus sur scène à cause du manque de répétition de la figuration et de leur manque de qualification ou d'expérience.

## Figurants devenus célèbres
Certains comédiens et réalisateurs célèbres ont débuté comme figurants au cinéma, parmi eux :
- Simone Signoret et Alain Resnais dans Les Visiteurs du soir (1942) de Marcel Carné
- Louis de Funès dans La Tentation de Barbizon (1946) de Jean Stelli
- Jean Carmet dans Les Enfants du paradis (1945) de Marcel Carné
- Clint Eastwood dans La Revanche de la créature (1955) de Jack Arnold
- Coluche dans Peau d'âne (1970) de Jacques Demy
- Sylvester Stallone dans Bananas (1971) de Woody Allen
- Gérard Lanvin dans L'aile ou la cuisse (1976) de Claude Zidi
- Sharon Stone dans Stardust Memories (1980) de Woody Allen
- Phil Collins dans A Hard Day's Night (1964) de Richard Lester